# Eugène Mittelhausser
Eugène Désiré Antoine Mittelhausser, né le 7 août 1873 à Tourcoing et mort le 29 décembre 1949 à Paris, est un général d'armée français, grand-croix de la Légion d'honneur et médaillé militaire.
Il est chef d'état-major de l'armée tchécoslovaque en 1920.

## Jeunesse
Fils de Valentin, commissaire spécial et de Hortense Dehourne, il nait à Tourcoing le 7 août 1873, fait des études à Lille puis il devient officier en 1894 après son diplôme de l'école de Saint-Cyr. Il fait une partie de sa carrière en Afrique du Nord parmi les Tirailleurs algériens, fait la campagne du Maroc.
Il fait partie de la mission française au Mexique lors de la Révolution mexicaine en 1910.

## Première Guerre mondiale
Eugène Mittelhausser sert au 3e régiment de tirailleurs algériens puis comme commandant du 60e RI avec lequel il reçoit une grave blessure en septembre 1915 en Champagne qui le maintient éloigné du front pendant des mois. En mai 1917, il devient colonel commandant la 1re brigade d'infanterie marocaine pendant la bataille de Verdun. En avril 1918, il prend le commandement de la 36e DI. Il est blessé cinq fois pendant la guerre. En novembre 1918, après l'armistice, il est nommé à la tête de la 20e brigade d'infanterie.

## Tchécoslovaquie
Après la fin de la Première Guerre mondiale, Eugène Mittelhausser est nommé chef d'état-major du général Pellé dans la mission française en Tchécoslovaquie ; il le remplace comme chef de la mission française et chef d'état-major de l'armée tchécoslovaque le 1er janvier 1921.
À ce poste, il participe à la tête des troupes tchécoslovaques conjointement aux troupes franco-roumaines de Berthelot et aux troupes franco-serbes de Franchet d'Espèrey entre mai et juillet 1919 à une lutte contre la République des conseils de Hongrie. C'est à cette occasion qu'il est fait commandeur de la Légion d'honneur.

## Retour en France
En 1925, il est rappelé en France pour commander la 1re D.I puis la 29e D.I.
Il est admis au Haut conseil de guerre le 17 septembre 1931 et fait grand-croix de la Légion d'honneur par le président de la République Albert Lebrun le 14 juillet 1937.
De 1932 à 1938 il est appelé au commandement de l'armée des Alpes, poste hautement stratégique, ayant autorité sur les 14ème et 15ème régions militaires sur un vaste front s'étendant du Jura à la Corse. Il est à ce titre l'auteur en juin 1938, un mois avant son départ officiel à la retraite, d'un important programme de fortification du Sud-Est de la France intitulé "programme d'Avenir" pour le développement et la consolidation des défenses préexistantes dans le cadre de la ligne Maginot. La concrétisation et la majorité du financement de ce projet se feront au travers d'un autre projet déposé par son successeur, le général Besson.

## Seconde Guerre mondiale
Mittelhausser ne profitera pas longtemps de sa retraite militaire car aussitôt la guerre déclarée, il est rappelé et envoyé en Pologne en tant que bref chef de la mission militaire du 2 au 15 septembre avant d'être mis en réserve puis réaffecté au grand quartier général pour une mission d'inspection du front alpin du 14 novembre 1939 au 15 janvier 1940.
Alors qu'il projette l'expédition alliée de Narvik destinée à couper la ligne d'approvisionnement du fer entre la Suède et l'Allemagne, le conseil des ministres décide le 10 avril 1940 de faire appel à lui une nouvelle fois et de l'envoyer dès le lendemain à Londres, puis à Stockholm en compagnie de l'ambassadeur Robert Coulondre, jusque là chef de cabinet de l'ex président du conseil Édouard Daladier, et du consul de Suède à Paris Raoul Nordling. Cette mission, menée conjointement avec les Britanniques, a pour objectif de convaincre la Suède, alors neutre, de se ranger à la cause des alliés en faisant valoir que le gouvernement français se portait garant de l'indépendance territoriale de la Suède afin qu'elle ne subisse pas le même sort que la Norvège dont l'invasion venait de débuter. La mission est rapidement un échec lorsque dès le lendemain le général Olof Thörnell, commandant les troupes suédoises, rétorque lors d'une entrevue avec le général Mittelhausser, que le pays conserverait sa neutralité militaire, et prie la mission de quitter le territoire au plus vite. 
Puis le 10 mai 1940, le commandant en chef français Maurice Gamelin lui ordonne de se rendre à La Haye. Le 11 mai 1940, alors que débute l'invasion allemande des Pays-Bas le général Mittelhausser se trouve dans le Brabant-Septentrional. Il doit se rendre dans la capitale néerlandaise avec trois autres officiers pour assurer la liaison avec le quartier général de Lange Voorhout et coordonner ainsi la coopération entre la France et les Pays-Bas. Un détachement du 5.GRDI composé de deux pelotons de motards et de deux pelotons de véhicules blindés AMD-178 Panhard reçut l'ordre de les escorter. Près des ponts de Moerdijk, ils sont impliqués dans une action de reconnaissance du major Michon, qui dirige un groupe de combat du 6.RC (1er DLM). Lorsque la formation du général indique qu'elle doit se rendre à La Haye en urgence, le groupe tente d'attaquer les Allemands à Moerdijk. Cependant, Michon a déjà passé plusieurs heures en reconnaissance autour de Keizersveer et Moerdijk et a été repéré par les Allemands qui font alors appel à la Luftwaffe. Les bombes allemandes tuent cinq Français et chassent le détachement de la région de Moerdijk. Mittelhausser doit trouver un autre itinéraire avec son état-major et ne peut poursuivre sa route qu'en passant par les îles de Zélande et de Hollande méridionale. Ils arrivent finalement à La Haye le 14 mai en fin de matinée. Avant qu'ils n'aient pu rencontrer le général Winkelman, doyen de l'état-major des Pays-Bas, ce dernier a déjà été contraint de prendre la décision d'armistice et de capitulation. Mittelhausser et d'autres représentants étrangers fuient alors de justesse le pays dans la soirée du 14 mai, traversant la Meuse en barque de pêcheur, et arrivant enfin à Scheveningen, d'où le HMS Johanna I les emmène à Falmouth. Il ne regagne le quartier général de Vincennes que le 16 mai.
Néanmoins dès le 20 mai 1940, le général Gamelin propose Mittelhausser pour être nommé, en remplacement du général Maxime Weygand, commandant du T.O.M.O (théâtre d'opération de la Méditerranée orientale) comprenant les forces françaises stationnées au Liban et en Syrie sous mandat français ainsi que le théâtre balkanique et collabore avec les forces britanniques du général Archibald Wavell. Son commandement prend effet le 24 mai. Les troupes françaises sont alors positionnées autour du canal de Suez et sur l'île de Chypre. 
En France la défaite est actée et le 17 juin au soir, le Maréchal Pétain demande à l'Allemagne de connaître les conditions d'un armistice. Le lendemain 18 juin, le même jour que le célèbre appel du général de Gaulle, le général Mittelhausser déclare publiquement dans son ordre du jour qu'il continuera la lutte aux côtés des Britanniques. Il convie à Beyrouth pour l'occasion le général Wavell avec lequel il convient rapidement de l'envoi d'un détachement français en Égypte pour la défense du canal de Suez alors menacé par les Italiens. Il est décidé ainsi que 10 000 hommes et deux escadrilles de bombardiers légers partiraient en guise de premiers renforts, en contrepartie de l'attaque par une escadrille de bombardiers lourds britanniques de la base navale italienne de l'île de Rhodes qui menace alors directement la Syrie. Débute alors une brève période de flottement et d'incertitudes au Levant et dans l'Empire qui ne devait pas durer : le 19 juin, le général de Gaulle télégraphie aux généraux Noguès, commandant le théâtre d’opérations de l’Afrique du Nord et Mittelhausser, qu'il offre de se placer sous leur commandement afin de continuer le combat. Ce message restera sans réponse. Toutefois, après en avoir informé le gouvernement replié à Bordeaux, le général Mittelhausser déclare dans un nouvel ordre du jour le 21 juin : "Quoiqu'il arrive, l'armée du Levant, avec l'appui de la flotte franco-britannique et aux côtés des Britanniques, poursuivra sa mission avec une énergie farouche". Dans la nuit du 23 au 24 juin, il câble également au général Noguès, résident général de France au Maroc, qu’il lui apparaît urgent de coordonner des opérations militaires avec les Britanniques. Le 24 juin, à 11 heures, Mittelhausser réunit les officiers supérieurs de la garnison au Grand sérail de Beyrouth et annonce, sous les applaudissements de ses officiers, qu’il se désolidarise de ce « gouvernement capitulard ». Enfin le lendemain, de Gaulle réitère son message à l'intention du haut-commissaire Puaux et de Mittelhausser en indiquant: "Je suis moi-même à vos ordres". Pourtant trois jours plus tard, le 27 juin, alors même qu'il reçoit un ultime message de de Gaulle qui lui promet un hypothétique renfort, constatant l'abandon de Noguès, et sous la pression de Pétain et de Weygand, qui arrive d'ailleurs inopinément à Beyrouth s'assurer en personne du désarmement des troupes françaises du Levant, le général Mittelhausser décide de déposer les armes et d'abandonner le combat.
Lors de l'armistice, il règle le retrait des troupes françaises, pour les rapatrier et les concentrer sur le Liban et la Syrie et reçoit l'ordre de Weygand le 6 juillet de "répondre à la force par la force, sans tentative de négociation préalable,en cas d'attaque britannique". Il gère aussi le retour des brigades tchèques et polonaises combattant dans les Carpates ; une fois cela réglé, le théâtre d'opération est dissous et le général est rappelé en métropole le 16 juillet 1940, remplacé par le général Massiet.
Il sera l'un des plus fervents admirateurs de Philippe Pétain et témoignera lors du procès de Riom contre les ministres accusés de la défaite de 1940 en chargeant la République qu'il exécrait et en déchargeant l'armée de ses responsabilités.
Il décéda le 29 décembre 1949 dans le 5e arrondissement de Paris, avant d'être inhumé à Lauterbourg dans le Bas-Rhin d'où sa famille était originaire.

## Distinctions
- Médaille militaire[3] (1938)

(Nota : la médaille militaire se porte en avant la LH pour les officiers généraux ayant commandé au front, selon La Grande Chancellerie aucun texte officiel n'existe et il s'agit d'une simple habitude)
- Grand-croix de la Légion d'honneur (1937)

## Hommages
Des rues portent son nom comme à Lauterbourg.